# Jikra

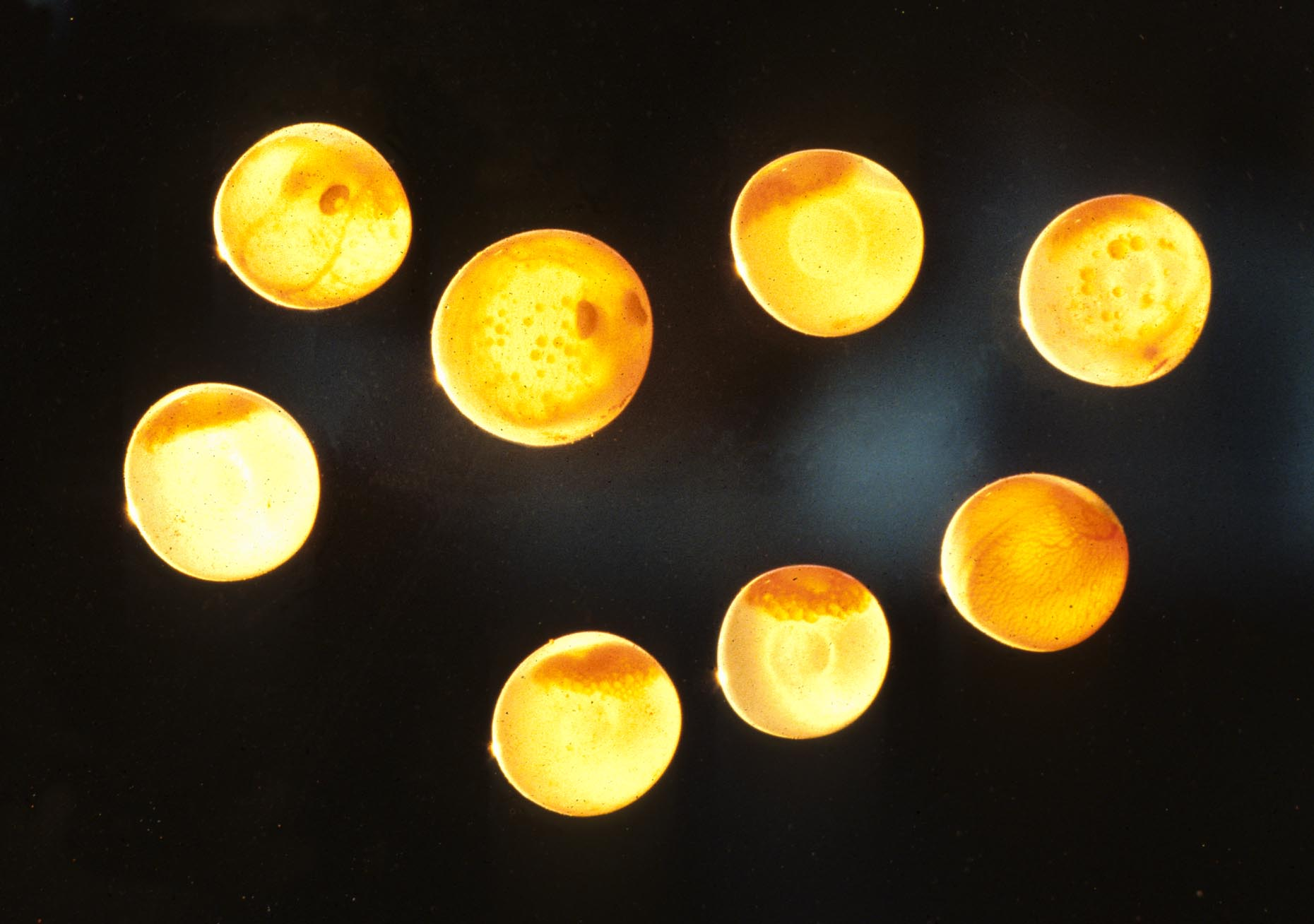
Jikry lososa v různém stadiu vývoje

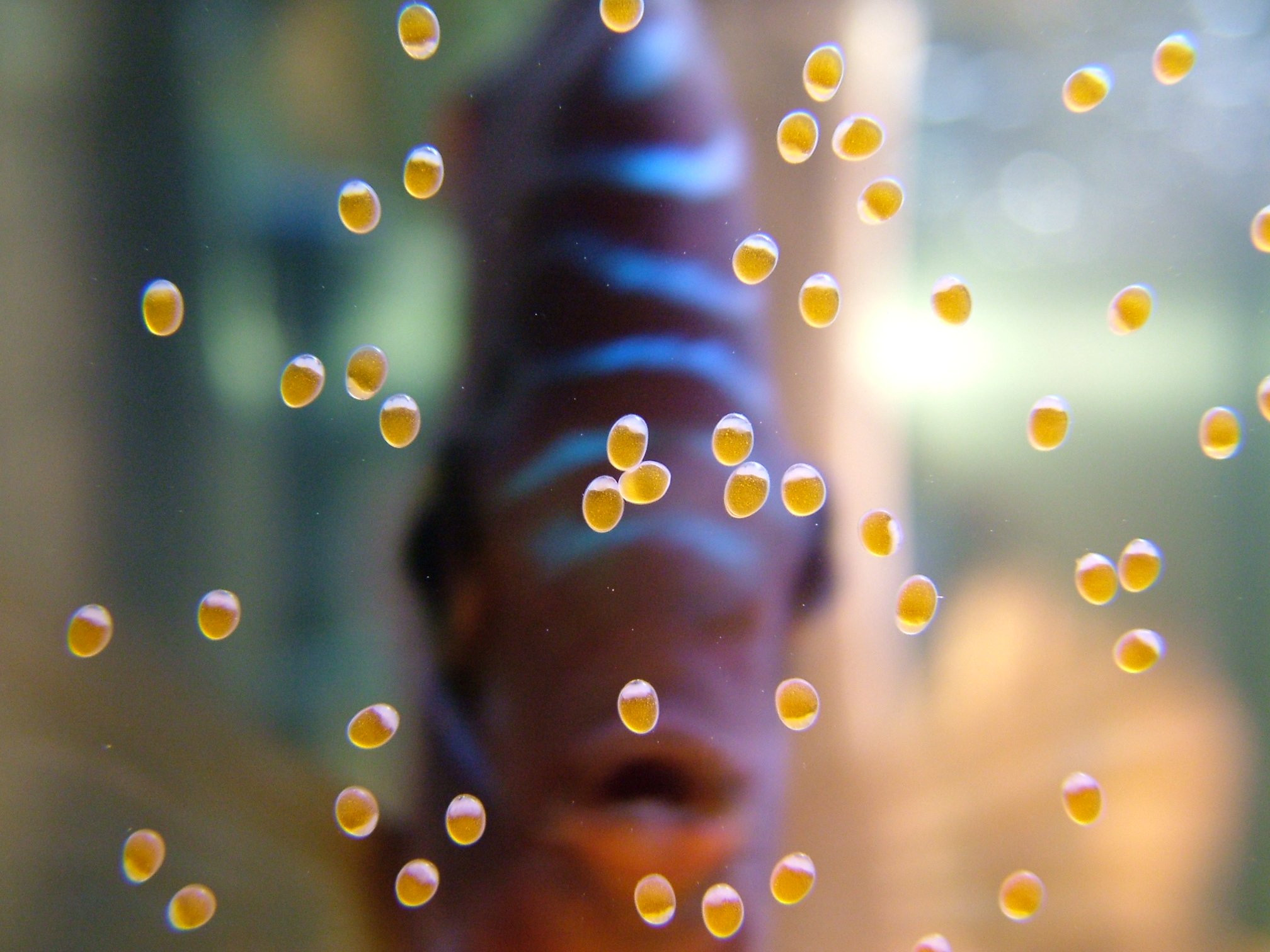
Teritoriální terčovec hlídající jikry

Jikra je samičí pohlavní buňka, vajíčko ryby.
Sladkovodní ryby zpravidla kladou jikry neplovoucí, na dno nebo na jiný substrát. Většina mořských ryb, bez ohledu na systematickou příslušnost či způsob života, klade plovoucí (pelagické) jikry, které se po oplození volně vznášejí u mořské hladiny.
Samice některých druhů hadohlavců krmí potěr neoplozenými jikrami, které klade právě za tímto účelem.